# Йожеф Палинкаш
Йожеф Палинкаш (угор. József Pálinkás, 10 березня 1912, Сегед — 24 квітня 1991, Будапешт) — угорський футболіст, що грав на позиції воротаря, зокрема, за клуб «Ференцварош», а також національну збірну Угорщини. Дворазовий Чемпіон Угорщини.

## Клубна кар'єра
У футболі дебютував 1934 року виступами за клуб «Сегед», в якому провів п'ять сезонів.
1939 року перейшов до клубу «Ференцварош», за який відіграв 2 сезони. Завершив професійну кар'єру футболіста у 1941 році, ставши дворазовим чемпіоном Угорщини.
| Дата       | Місто    | Господарі      | Результат | Гості    | Турнір                        | Голи | Примітки |
| ---------- | -------- | -------------- | --------- | -------- | ----------------------------- | ---- | -------- |
| 12.05.1935 | Будапешт | Угорщина       | 6 – 3     | Австрія  | товариський матч              | -2   | 38'      |
| 19.05.1935 | Коломб   | Франція        | 2 – 0     | Угорщина | товариський матч              | -2   |          |
| 04.10.1936 | Бухарест | Румунія        | 1 – 2     | Угорщина | товариський матч              | -1   |          |
| 18.10.1936 | Прага    | Чехословаччина | 5 – 2     | Угорщина | Кубок Центр. Європи 1936-1938 | -5   |          |
| 06.12.1936 | Дублін   | Ірландія       | 2 – 3     | Угорщина | товариський матч              | -1   | 66'      |
| Усього     |          | Матчів         | 5         |          | Голів                         | -11  |          |

## Титули і досягнення
- Чемпіон Угорщини (2):

«Ференцварош»: 1939–1940, 1940–1941
- Віце-чемпіон світу: 1938